# Драфт ВНБА 2012 года
Драфт ВНБА 2012 года прошёл 16 апреля, в понедельник, в штаб-квартире кабельного канала ESPN в городе Бристоль, штат Коннектикут. К участию в драфте были допущены игроки после окончания колледжа и игроки-иностранцы. Лотерея драфта состоялась 10 ноября 2011 года, по результатам которой право выбора под первым номером получила команда «Лос-Анджелес Спаркс», который использовала на 21-летнюю Ннеку Огвумике из Стэнфордского университета. Первый раунд драфта транслировался на спортивном канале ESPN2 (в формате HD) в два часа вечера по Североамериканскому восточному времени (EDT), в то же время как второй и третий раунды были показаны на каналах NBA TV и ESPNU на час позднее.
Всего на этом драфте было выбрано 36 баскетболисток, из них 31 из США и по одной из Мали (Астан Дабо), Бразилии (Дамирис Дантас), Швеции (Фархия Абди), Словении (Ника Барич) и Франции (Изабель Якубу). Помимо этого центровая Изабель Якубу родилась в бенинском городе Годомей (департамент Атлантический, коммуна Абомей-Калави) и в самом начале своей спортивной карьеры на молодёжных чемпионатах мира 2003 и 2005 годов представляла сборную родной страны, однако с 2003 года стала играть в чемпионате Франции за команду «Тарб Жесп Бигор», а в 2006 году приняла двойное гражданство, чтобы выступать за сборную этой страны.

## Легенда к драфту
|  | Выделены игроки, выбранные в Баскетбольный зал славы                      |
|  | Выделены участники Матча всех звёзд ВНБА и игроки сборной всех звёзд ВНБА |
|  | Выделены участники Матча всех звёзд ВНБА                                  |
|  | Выделены игроки сборной всех звёзд ВНБА                                   |
|  | Выделены игроки, не игравшие в ВНБА                                       |

## Лотерея драфта
Лотерея драфта была проведена 10 ноября 2011 года, чтобы определить порядок выбора первой четвёрки команд предстоящего драфта. Команда «Лос-Анджелес Спаркс» выиграла в ней право выбирать первой, в то время как «Сиэтл Шторм» и «Миннесота Линкс» были удостоены второго и третьего выбора соответственно. Оставшиеся выборы первого раунда, а также все выборы второго и третьего раундов осуществлялись командами в обратном порядке их итогового положения в регулярном чемпионате прошедшего сезона.
В этой таблице представлены шансы четырёх худших команд прошлогоднего сезона, не попавших в плей-офф, которые боролись за шанс получить первый номер выбора на лотерее предстоящего драфта, округлённые до трёх знаков после запятой:
| Худшие команды прошлого сезона                                                             | Баланс побед и поражений четырёх худших команд прошлого сезона | Шансы на выигрыш первого номера драфта | Номер выбора на драфте | Номер выбора на драфте | Номер выбора на драфте | Номер выбора на драфте |
| Худшие команды прошлого сезона                                                             | Баланс побед и поражений четырёх худших команд прошлого сезона | Шансы на выигрыш первого номера драфта | 1-й                    | 2-й                    | 3-й                    | 4-й                    |
| ------------------------------------------------------------------------------------------ | -------------------------------------------------------------- | -------------------------------------- | ---------------------- | ---------------------- | ---------------------- | ---------------------- |
| Талса Шок                                                                                  | 3–31                                                           | 442                                    | 0,442                  | 0,316                  | 0,181                  | 0,062                  |
| Вашингтон Мистикс (право выбора было продано в Миннесота Линкс)                            | 6–28                                                           | 276                                    | 0,276                  | 0,310                  | 0,270                  | 0,144                  |
| Чикаго Скай (право выбора было продано в Сиэтл Шторм)                                      | 14–20                                                          | 178                                    | 0,178                  | 0,230                  | 0,317                  | 0,275                  |
| Лос-Анджелес Спаркс                                                                        | 15–19                                                          | 104                                    | 0,104                  | 0,145                  | 0,232                  | 0,520                  |
| Примечание: Закрашенные сегменты таблицы обозначают фактические результаты лотереи драфта. |                                                                |                                        |                        |                        |                        |                        |

## Приглашённые игроки
11 апреля 2012 года на официальном сайте ВНБА был опубликован список из пятнадцати игроков, специально приглашённых для участия в этом драфте:
| - Ласондра Барретт (Луизиана Стэйт) - Вики Бо (Теннесси) - Саша Гудлетт (Джорджия Тек) - Тиффани Хейз (Коннектикут) - Глори Джонсон (Теннесси) | - Шенис Джонсон (Майами) - Линетта Кайзер (Мэриленд) - Натали Новосел (Нотр-Дам) - Ннека Огвумике (Стэнфорд) - Деверо Питерс (Нотр-Дам) | - Саманта Прахалис (Огайо Стэйт) - Кайла Стэндиш (Гонзага) - Шекинна Стриклен (Теннесси) - Рикуна Уильямс (Майами) - Джули Войта (Грин-Бей). |

## Сделки
- 1 февраля 2011 года клуб «Лос-Анджелес Спаркс» получил право выбора во втором раунде драфта в результате продажи Андреа Райли в «Талса Шок».
- 9 апреля 2011 года команда «Миннесота Линкс» получила право выбора в первом раунде драфта в результате продажи Ники Аносике в «Вашингтон Мистикс».
- 11 апреля 2011 года команда «Миннесота Линкс» получила право выбора во втором раунде драфта от «Атланта Дрим» в результате сделки по обмену Фелиции Честер на Рэйчел Джарри.
- 11 апреля 2011 года клуб «Вашингтон Мистикс» продал Линдсей Хардинг и право выбора во втором раунде драфта в команду «Атланта Дрим» в обмен на Та’Шиа Филлипс, Келли Миллер и право выбора в первом раунде драфта.
- 11 апреля 2011 года «Финикс Меркури» получил право выбора в третьем раунде драфта в результате продажи Тани Робинсон в «Коннектикут Сан».
- 11 апреля 2011 года команда «Миннесота Линкс» продала Джессику Бриланд в клуб «Нью-Йорк Либерти» в обмен на Энджел Робинсон и право выбора во втором раунде драфта.
- 29 апреля 2011 года состоялась трёхсторонняя сделка между командами «Вашингтон Мистикс», «Сиэтл Шторм» и «Индиана Фивер», в результате которой:
  - «Вашингтон Мистикс» продала Кэти Смит вместе с Джасинтой Монро в «Сиэтл Шторм».
  - «Сиэтл Шторм» продала Жасмин Томас и право выбора в первом раунде драфта в «Вашингтон Мистикс».
  - «Сиэтл Шторм» продала Эрин Филлипс и право выбора в третьем раунде драфта в «Индиана Фивер».
  - «Индиана Фивер» продала право выбора во втором раунде драфта в «Сиэтл Шторм», а право выбора в третьем раунде драфта в «Вашингтон Мистикс».
- 2 мая 2011 года клуб «Талса Шок» получил право выбора во втором и третьем раундах драфта в результате продажи Шоланды Доррелл в «Сан-Антонио Силвер Старз».
- 27 мая 2011 года команда «Миннесота Линкс» получила право выбора в третьем раунде драфта в результате продажи Кванитры Холлингсворт в «Нью-Йорк Либерти».
- 1 июня 2011 года «Лос-Анджелес Спаркс» получил право выбора во втором раунде драфта в результате продажи Линдсей Уиздом-Хилтон в «Чикаго Скай»[3].
- 2 января 2012 года команда «Сиэтл Шторм» продала Свин Кэш и Ле’ко Уиллингем, а также 23-й номер драфта в клуб «Чикаго Скай» в обмен на выбор под вторым номером драфта.
- 28 февраля 2012 года «Миннесота Линкс» продала Шарди Хьюстон и 24-й номер драфта в «Финикс Меркури» в обмен на выбор под 18-м номер драфта[4].

## Первый раунд

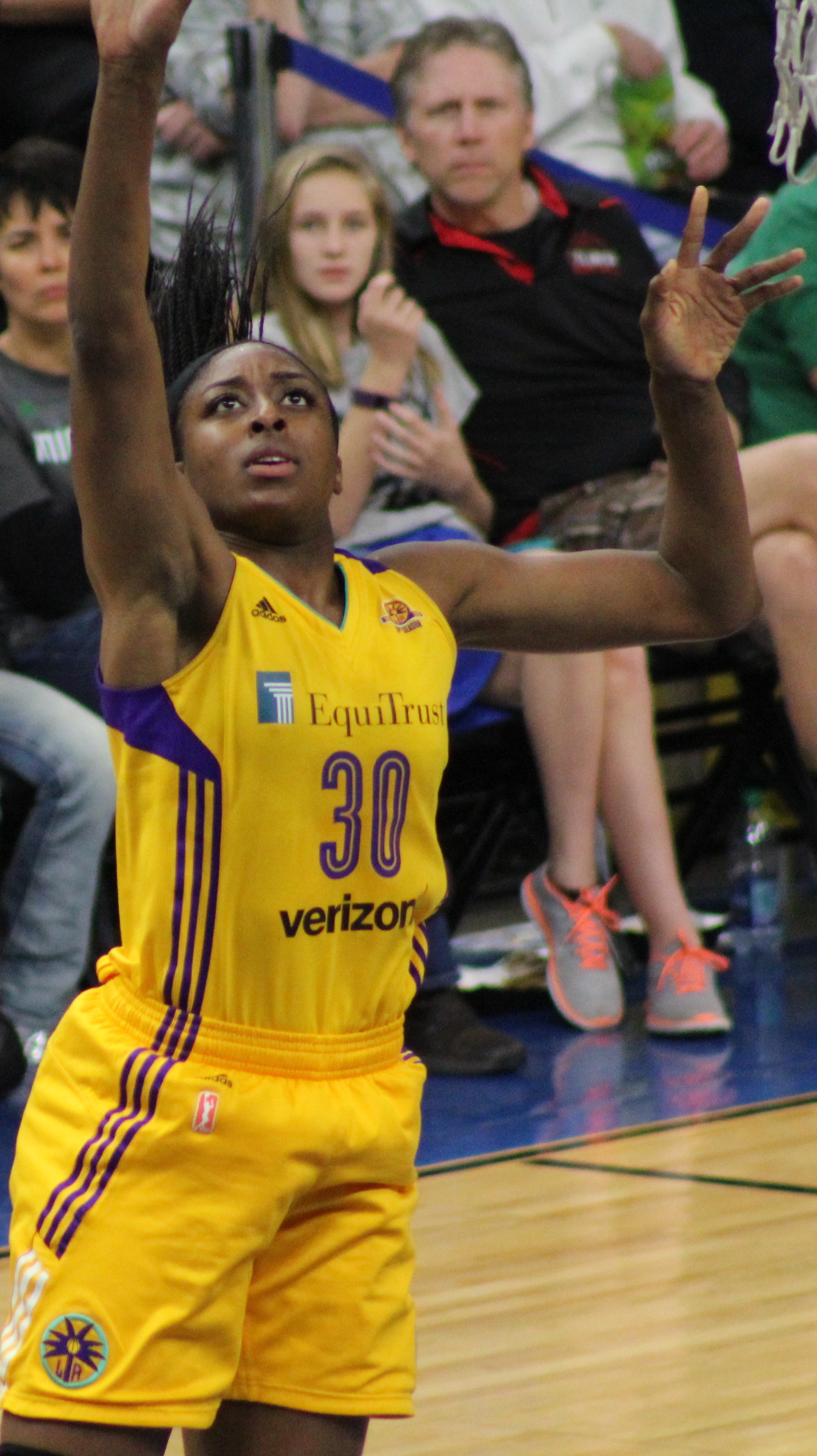
Ннека Огвумике, 1-й номер драфта

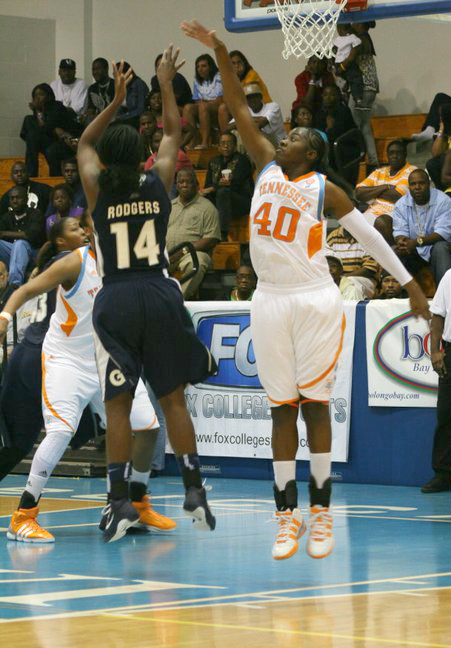
Шекинна Стриклен, 2-й номер драфта

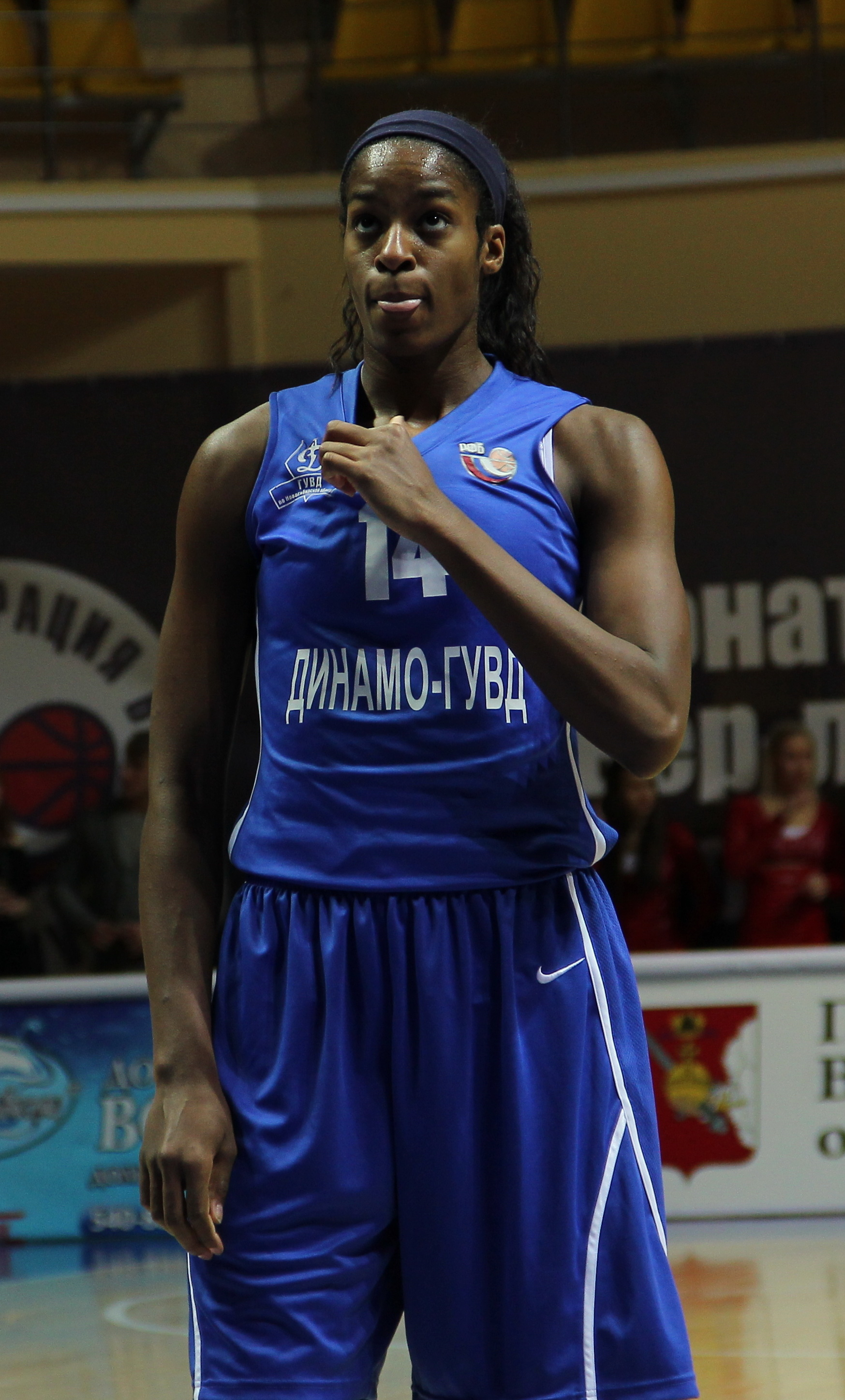
Деверо Питерс, 3-й номер драфта

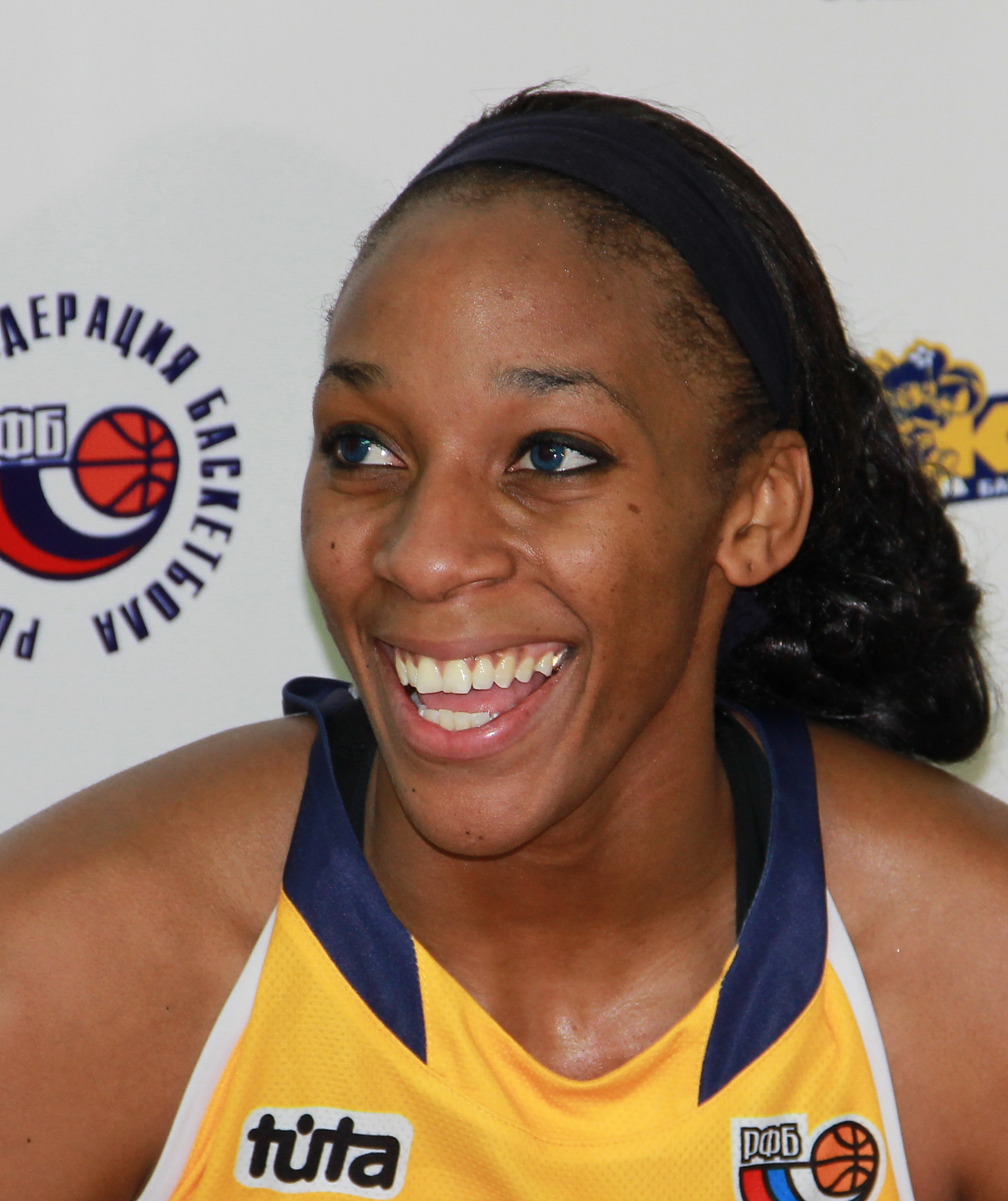
Глори Джонсон, 4-й номер драфта

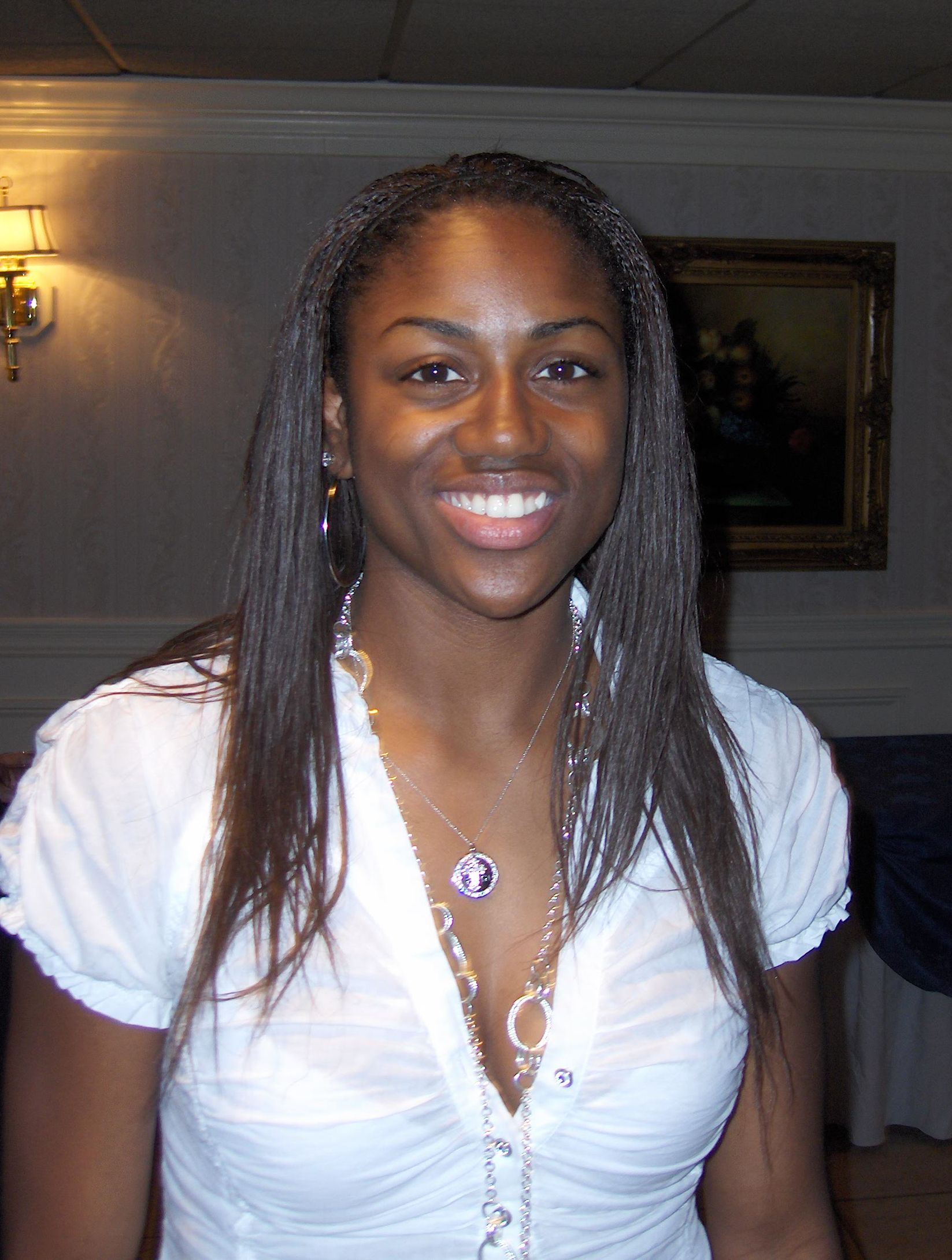
Тиффани Хейз, 14-й номер драфта

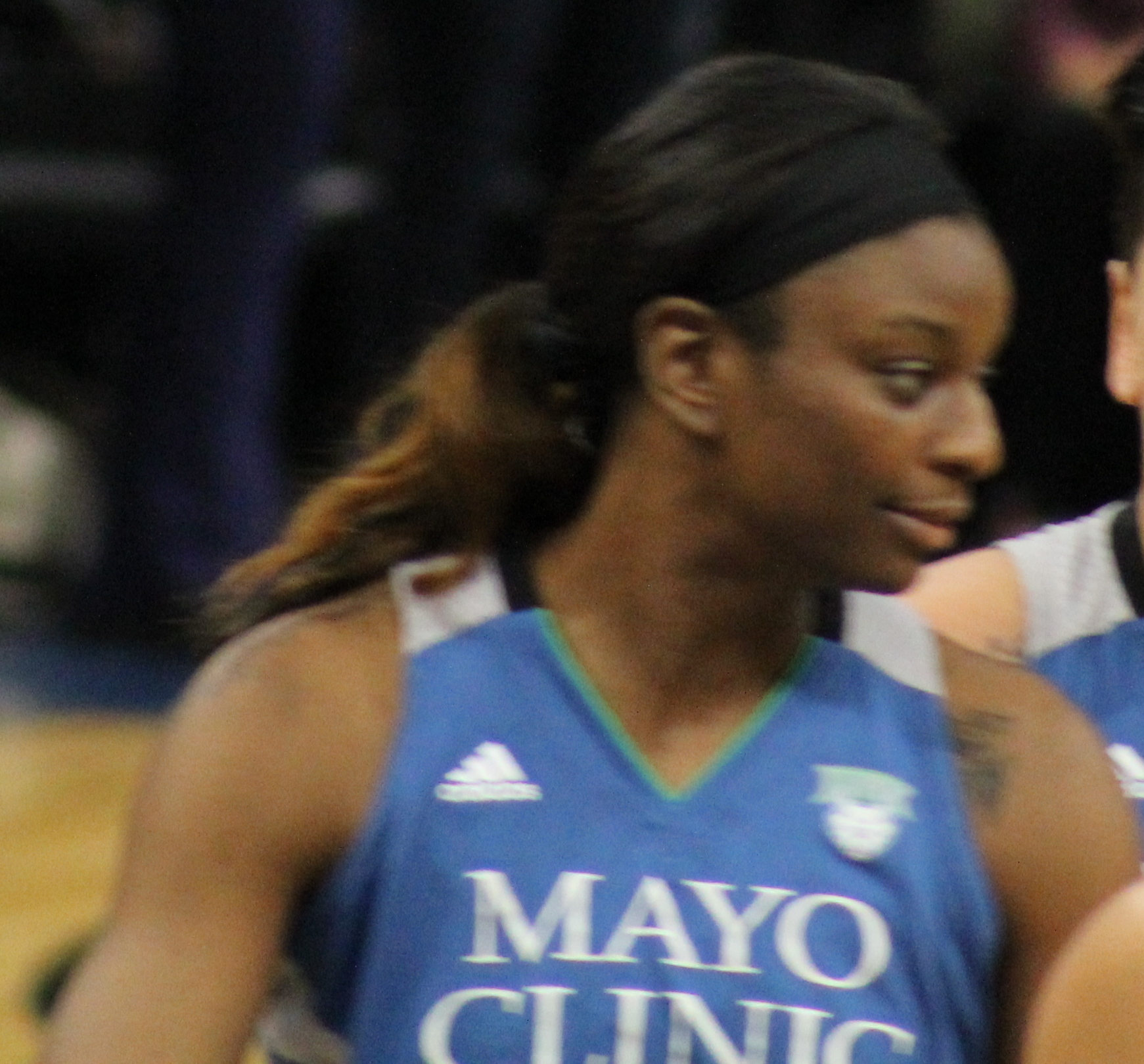
Киша Хэмптон, 22-й номер драфта

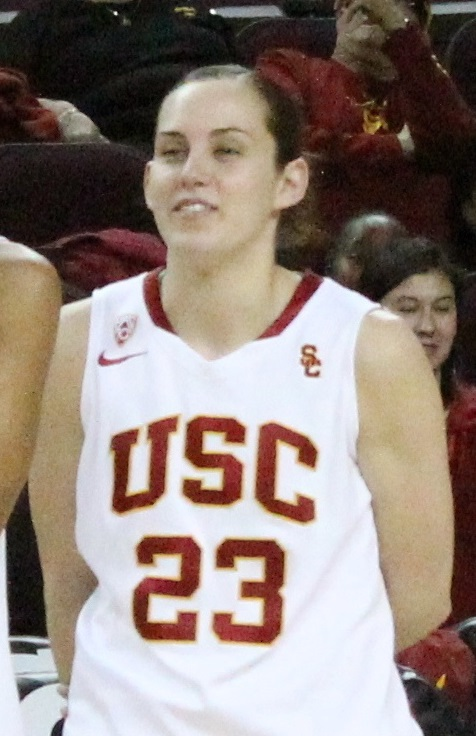
Джеки Джемелос, 31-й номер драфта

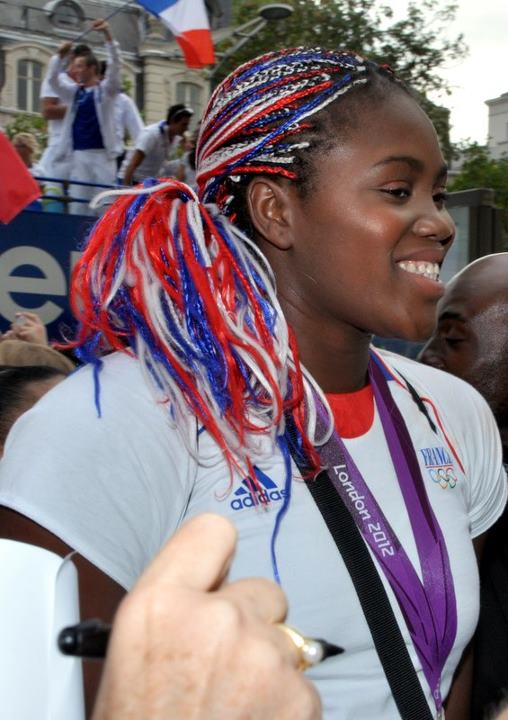
Изабель Якубу, 32-й номер драфта

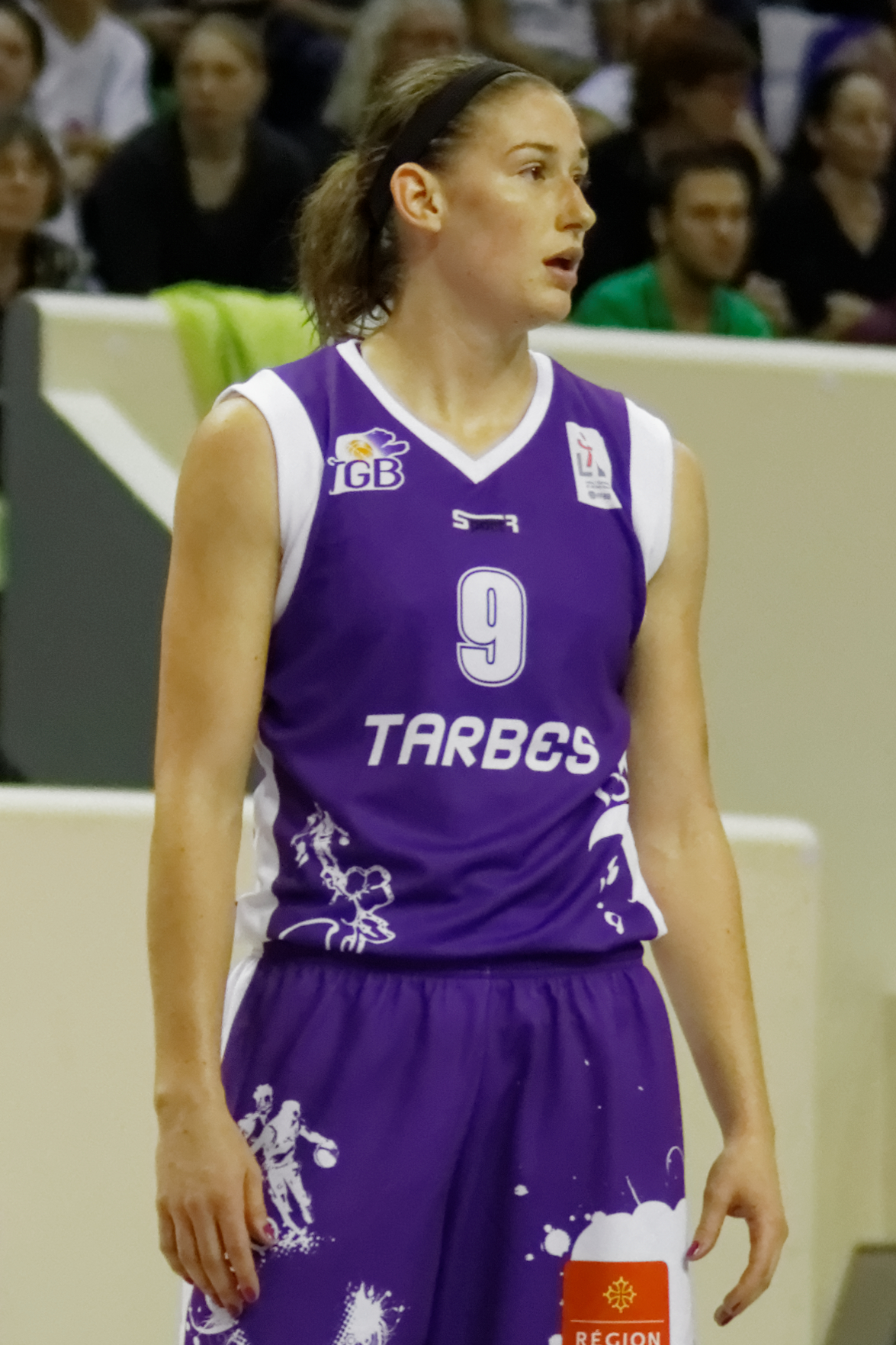
Кателан Редмон, 36-й номер драфта

| Выбор | Игрок            | Позиция            | Гражданство | Команда драфта                                      | Университет/ Бывшая команда       |
| ----- | ---------------- | ------------------ | ----------- | --------------------------------------------------- | --------------------------------- |
| 1     | Ннека Огвумике   | Форвард            | США         | Лос-Анджелес Спаркс                                 | Стэнфордский университет          |
| 2     | Шекинна Стриклен | Защитник / Форвард | США         | Сиэтл Шторм (право выбора от Чикаго Скай)           | Университет Теннесси              |
| 3     | Деверо Питерс    | Форвард            | США         | Миннесота Линкс (право выбора от Вашингтон Мистикс) | Университет Нотр-Дам              |
| 4     | Глори Джонсон    | Форвард            | США         | Талса Шок                                           | Университет Теннесси              |
| 5     | Шенис Джонсон    | Защитник           | США         | Сан-Антонио Силвер Старз                            | Университет Майами                |
| 6     | Саманта Прахалис | Защитник           | США         | Финикс Меркури                                      | Университет штата Огайо           |
| 7     | Келли Кейн       | Центровая          | США         | Нью-Йорк Либерти                                    | Университет Теннесси              |
| 8     | Натали Новосел   | Защитник           | США         | Вашингтон Мистикс (право выбора от Атланта Дрим)    | Университет Нотр-Дам              |
| 9     | Астан Дабо       | Центровая          | Мали        | Коннектикут Сан                                     | Реймс Баскет Феминин              |
| 10    | Ласондра Барретт | Форвард            | США         | Вашингтон Мистикс (право выбора от Сиэтл Шторм)     | Университет штата Луизиана        |
| 11    | Саша Гудлетт     | Центровая          | США         | Индиана Фивер                                       | Технологический институт Джорджии |
| 12    | Дамирис Дантас   | Центровая          | Бразилия    | Миннесота Линкс                                     | Реал Сельта Виго                  |

## Второй раунд
| Выбор | Игрок          | Позиция            | Гражданство | Команда драфта                                                | Университет/ Бывшая команда                |
| ----- | -------------- | ------------------ | ----------- | ------------------------------------------------------------- | ------------------------------------------ |
| 13    | Фархия Абди    | Форвард            | Швеция      | Лос-Анджелес Спаркс (право выбора от Талса Шок)               | Фриско Сика Брно                           |
| 14    | Тиффани Хейз   | Защитник           | США         | Атланта Дрим (право выбора от Вашингтон Мистикс)              | Университет Коннектикута                   |
| 15    | Хадиджа Рашдан | Защитник           | США         | Лос-Анджелес Спаркс (право выбора от Чикаго Скай)             | Ратгерский университет                     |
| 16    | Тайра Уайт     | Защитник           | США         | Лос-Анджелес Спаркс                                           | Техасский университет A&M                  |
| 17    | Рикуна Уильямс | Защитник           | США         | Талса Шок (право выбора от Сан-Антонио Силвер Старз)          | Университет Майами                         |
| 18    | Джули Войта    | Защитник / Форвард | США         | Миннесота Линкс (право выбора от Финикс Меркури)              | Висконсинский университет в Грин-Бей       |
| 19    | Кайла Стэндиш  | Форвард            | США         | Миннесота Линкс (право выбора от Нью-Йорк Либерти)            | Университет Гонзаги                        |
| 20    | Ника Барич     | Защитник           | Словения    | Миннесота Линкс (право выбора от Атланта Дрим)                | Спарта&К                                   |
| 21    | Шей Шегог      | Центровая          | США         | Коннектикут Сан                                               | Университет Северной Каролины в Чапел-Хилл |
| 22    | Киша Хэмптон   | Форвард            | США         | Сиэтл Шторм                                                   | Университет Де Поля                        |
| 23    | Шей Педди      | Защитник           | США         | Чикаго Скай (право выбора от Индиана Фивер через Сиэтл Шторм) | Темпльский университет                     |
| 24    | С’ериа Рикеттс | Защитник           | США         | Финикс Меркури (право выбора от Миннесота Линкс)              | Арканзасский университет                   |

## Третий раунд
| Выбор | Игрок           | Позиция             | Гражданство       | Команда драфта                                       | Университет/ Бывшая команда              |
| ----- | --------------- | ------------------- | ----------------- | ---------------------------------------------------- | ---------------------------------------- |
| 25    | Вики Бо         | Форвард / Центровая | США               | Талса Шок                                            | Университет Теннесси                     |
| 26    | Энджел Барретт  | Защитник            | США               | Вашингтон Мистикс                                    | Мэрилендский университет в Колледж-Парке |
| 27    | Сидни Картер    | Защитник            | США               | Чикаго Скай                                          | Техасский университет A&M                |
| 28    | Эйприл Сайкс    | Защитник / Форвард  | США               | Лос-Анджелес Спаркс                                  | Ратгерский университет                   |
| 29    | Линетта Кайзер  | Форвард / Центровая | США               | Талса Шок (право выбора от Сан-Антонио Силвер Старз) | Мэрилендский университет в Колледж-Парке |
| 30    | Кристина Флорес | Форвард             | США               | Финикс Меркури                                       | Университет Миссури                      |
| 31    | Джеки Джемелос  | Защитник            | США               | Миннесота Линкс (право выбора от Нью-Йорк Либерти)   | Университет Южной Калифорнии             |
| 32    | Изабель Якубу   | Центровая           | Франция / · Бенин | Атланта Дрим                                         | Рос Касарес Валенсия                     |
| 33    | Аманда Джонсон  | Форвард             | США               | Финикс Меркури (право выбора от Коннектикут Сан)     | Орегонский университет                   |
| 34    | Кортни Хёрт     | Форвард             | США               | Индиана Фивер (право выбора от Сиэтл Шторм)          | Университет Содружества Виргинии         |
| 35    | Бриана Джилбрит | Защитник            | США               | Вашингтон Мистикс (право выбора от Индиана Фивер)    | Университет Южной Калифорнии             |
| 36    | Кателан Редмон  | Защитник / Форвард  | США               | Нью-Йорк Либерти (право выбора от Миннесота Линкс)   | Университет Гонзаги                      |

## Комментарии
1. ↑  Позднее этот выбор был признан недействительным, так как по меркам ВНБА она была слишком возрастной для игрока из Европы.